# They Hunger
They Hunger (с англ. — «Они голодны») — серия модификаций Half-Life в жанре шутера от первого лица, выпущенных тремя эпизодами в 1999—2001 годах. Модификации были созданы компанией Black Widow Games под руководством Нила Мэнка (англ. Neil Manke). Модификация является однопользовательской игрой и имеет сетевой режим.

## Сюжет

### They Hunger

Зомби возле церкви в Рокуэлле

Главный герой игры — некогда удачливый писатель, предпринимающий попытку дописать начатое произведение. Для этого издатель главного героя снимает дом, в котором бы писатель мог спокойно работать. Однако по пути туда по радио передаётся известие о том, что на данном участке зарегистрировано неизвестное атмосферное явление, заключающееся во внезапных ударах молнии. В машину главного героя ударяет молния, автомобиль падает в воду, и главному герою приходится выбираться из-под воды. Выбравшись, герой попадает в графство Рокуэлл (англ. Rockwell), где он встречается с множеством изуродованных зомби.
По ходу действия игрок оказывается в разрушенных старинных зданиях, путешествует в горных районах, в вулканических ущельях, доведётся также управлять поездом. Однако, встречаемые враги не отличаются разнообразием и представляют собой несколько разновидностей зомби (используются совершенно иные модели, нежели в Half-Life), иногда встречаются хедкрабы с изменёнными текстурами. Некоторые зомби в последующих играх также являются переделанными моделями пришельцев Зена из Half-Life.
Игра заканчивается в полицейском участке, оккупированном зомби под предводительством зомби-шерифа Честера Роквуда (англ. Chester Rockwood). Игрок попадает в заключение, вскоре его ожидает казнь. История продолжается в They Hunger 2.

### They Hunger 2: Rest in Pieces
Сквозь решётку камеры игрок видит, как зомби из полицейского участка начинают уничтожать узников. Камера игрока открывается, его собираются казнить. Внезапно стена полицейского участка взрывается от попадания ракеты. Союзник-полицейский спасает игрока от монстров. Позже становится известно, что власти, узнав о происшествии в Рокуэлле, высылают военных для уничтожения зомби. Пытаясь спастись, игрок так же, как и в первой части, встречается с зомби, а также попадает под огонь полицейских, тоже превращённых в зомби. В ходе игры выясняется, что люди превращаются в зомби неспроста: процессом превращения руководит доктор Франклин, получивший задание по созданию армии зомби.
Игрок попадает в лабораторию доктора Франклина, где видны следы его экспериментов. По случайности в лаборатории начинается пожар, в котором оказывается как игрок, так и доктор Франклин. На этом вторая часть заканчивается.

### They Hunger 3: Rude Awakening
Игрок пробуждается в пустом госпитале Рокуэлла. Однако и тут оказываются зомби. Спасаясь из госпиталя, игрок попадает в деревню, также захваченную зомби. Кроме того, деревенский скот тоже подвергся заражению.
Игроку удаётся вернуться в лабораторию доктора Франклина, где его снова берут в плен и отвозят в место, похожее на Стоунхендж, где шериф произносит речь перед зомби, однако атака правительственных войск срывает речь и казнь игрока. Тот спасается и снова бежит в лабораторию, где встречает не зомбированного помощника шерифа. Вместе с ним игрок спасается, используя полицейский вертолёт. Однако спасению мешает доктор Франклин, восстановленный после пожара и ставший киборгом. После уничтожения доктора игроку предстоит расправиться с правительственными военными, которые атакуют вертолёт, а также с шерифом, догоняющим вертолёт своего помощника. Сбитый вертолёт шерифа падает в одно из Великих озёр. Вертолёт помощника улетает на фоне заката. Игра заканчивается.

## Оценки игры
| Русскоязычные издания | Русскоязычные издания |
| Издание               | Оценка                |
| --------------------- | --------------------- |
| Absolute Games        | (TH2) 85 %            |

Рецензент издания IGN Кайл Кармитчел похвалил They Hunger за великолепный звук, дизайн уровней и геймплей, при этом раскритиковав её устаревшую графику. Кармитчел порекомендовал игру для прохождения, при этом добавив, что «она может понравиться не всем».
Журналист сайта Absolute Games раскритиковал внешний вид и искусственный интеллект врагов, а также заурядный игровой процесс They Hunger 2. Что касается положительных сторон проекта, то рецензент высоко оценил пугающую атмосферу игры.